# (785) Zwetana
(785) Zwetana – planetoida z grupy pasa głównego asteroid okrążająca Słońce w ciągu 4 lat i 44 dni w średniej odległości 2,57 au. Została odkryta 30 marca 1914 roku w Landessternwarte Heidelberg-Königstuhl w Heidelbergu przez Adama Massingera. Nazwa pochodzi od Cwetany Popowej, córki prof. Kiriła Popowa, bułgarskiego matematyka. Przed nadaniem nazwy planetoida nosiła oznaczenie tymczasowe (785) 1914 UN.